# (24644) 1985 DA
(24644) 1985 DA est un objet de la ceinture principale d'astéroïdes intérieure découvert en 1985.

## Description
(24644) 1985 DA a été découvert le 24 février 1985 à l'observatoire Palomar, situé au nord de San Diego en Californie, par Eleanor Francis Helin.

### Caractéristiques orbitales
L'orbite de cet astéroïde est caractérisée par un demi-grand axe de 1,90 UA, un périhélie de 1,76 UA, une excentricité de 0,07 et une inclinaison de 23,25° par rapport à l'écliptique. Du fait de ces caractéristiques, à savoir un demi-grand axe inférieur à 2 UA et un périhélie supérieur à 1,666 UA, il est classé, selon la JPL Small-Body Database, objet de la ceinture principale d'astéroïdes intérieure.

### Caractéristiques physiques
(24644) 1985 DA a une magnitude absolue (H) de 15,8 et un albédo estimé à 0,371.